# مثلث (فیلم ۱۹۶۷)
مثلث (ارمنی: Եռանկյունի) یک فیلم است محصول سال ۱۹۶۷، به کارگردانی هنریک مالیان و نویسندگی آقاسی آیوازیان

## بازیگران
- آرمن ژیگارخانیان
- فرونزیک مکرتچیان
- سوس سارگسیان
- پاول آرسنوف
- hy:Զուրաբ Լապերաձե
- hy:Միքայել Հովսեփյան
- اینا آلابینا
- hy:Ժիրայր Ավետիսյան
- پرژ زیتونتسیان

## جوایز
- فرونزیک مکرتچیان برنده جایزه دولتی ارمنستان شوروی در سال ۱۹۷۵